# Pico Simón Bolívar
Pico Simón Bolívar é um pico de neves eternas na Sierra Nevada de Santa Marta localizado na Colômbia. É frequentemente tomado como fazendo parte da Cordilheira dos Andes, mas a Sierra Nevada de Santa Marta é um cordilheira independente. É quinta montanha do mundo em proeminência, com 5584 m de destaque topográfico.
É provavelmente o ponto mais alto da Colômbia, necessitando medição rigorosa para desempatar com o Pico Cristóbal Colón.
Não deve ser confundido com o Pico Bolívar, o ponto mais alto da Venezuela